# Simhopp vid världsmästerskapen i simsport 2025
Simhopp vid världsmästerskapen i simsport 2025 avgjordes mellan den 26 juli och 3 augusti 2025 i OCBC Aquatic Centre i Singapore.

## Program
Det tävlades i 13 grenar.
Alla tider är lokala (UTC+8).
| Datum          | Tid   | Gren                                    |
| -------------- | ----- | --------------------------------------- |
| 26 juli 2025   | 10:00 | Damernas 1 meter svikt                  |
| 26 juli 2025   | 15:30 | Mixad lagtävling                        |
| 26 juli 2025   | 18:00 | Damernas 1 meter svikt                  |
| 27 juli 2025   | 10:00 | Herrarnas 1 meter svikt                 |
| 27 juli 2025   | 15:00 | Mixat parhopp 10 meter plattform        |
| 27 juli 2025   | 17:30 | Herrarnas 1 meter svikt                 |
| 28 juli 2025   | 10:00 | Herrarnas parhopp 3 meter svikt         |
| 28 juli 2025   | 13:30 | Damernas parhopp 10 meter plattform     |
| 28 juli 2025   | 16:00 | Herrarnas parhopp 3 meter svikt         |
| 28 juli 2025   | 18:00 | Damernas parhopp 10 meter plattform     |
| 29 juli 2025   | 09:00 | Damernas parhopp 3 meter svikt          |
| 29 juli 2025   | 12:00 | Herrarnas parhopp 10 meter plattform    |
| 29 juli 2025   | 15:30 | Damernas parhopp 3 meter svikt          |
| 29 juli 2025   | 17:30 | Herrarnas parhopp 10 meter plattform    |
| 30 juli 2025   | 10:00 | Damernas 10 meter plattform             |
| 30 juli 2025   | 15:30 | Mixat parhopp 3 meter svikt             |
| 31 juli 2025   | 09:00 | Herrarnas 3 meter svikt                 |
| 31 juli 2025   | 15:30 | Damernas 10 meter plattform, semifinal  |
| 31 juli 2025   | 18:15 | Damernas 10 meter plattform             |
| 1 augusti 2025 | 09:00 | Damernas 3 meter svikt                  |
| 1 augusti 2025 | 14:00 | Herrarnas 3 meter svikt, semifinal      |
| 1 augusti 2025 | 17:30 | Herrarnas 3 meter svikt                 |
| 2 augusti 2025 | 09:00 | Herrarnas 10 meter plattform            |
| 2 augusti 2025 | 15:00 | Damernas 3 meter svikt, semifinal       |
| 2 augusti 2025 | 18:00 | Damernas 3 meter svikt                  |
| 3 augusti 2025 | 10:00 | Herrarnas 10 meter plattform, semifinal |
| 3 augusti 2025 | 17:30 | Herrarnas 10 meter plattform            |

## Medaljörer

### Herrar
| Gren                                   | Guld                             | Guld   | Silver                                                | Silver | Brons                                       | Brons  |
| 1 meter svikt Detaljer...              | Zheng Jiuyuan · Kina             | 443,70 | Osmar Olvera · Mexiko                                 | 429,60 | Yan Siyu · Kina                             | 405,50 |
| 3 meter svikt Detaljer...              | Osmar Olvera · Mexiko            | 529,55 | Cao Yuan · Kina                                       | 522,70 | Wang Zongyuan · Kina                        | 515,55 |
| 10 meter plattform Detaljer...         | Cassiel Rousseau · Australien    | 534,89 | Oleksij Sereda · Ukraina                              | 515,20 | Randal Willars · Mexiko                     | 511,95 |
| Parhopp 3 meter svikt Detaljer...      | Kina Wang Zongyuan Zheng Jiuyuan | 467,31 | Mexiko Juan Celaya Osmar Olvera                       | 449,28 | Storbritannien Anthony Harding Jack Laugher | 405,33 |
| Parhopp 10 meter plattform Detaljer... | Kina Cheng Zilong Zhu Zifeng     | 429,63 | Neutrala idrottare B Nikita Sjlejcher Ruslan Ternovoj | 428,70 | USA Joshua Hedberg Carson Tyler             | 410,70 |

### Damer
| Gren                                   | Guld                         | Guld   | Silver                                           | Silver | Brons                          | Brons  |
| 1 meter svikt Detaljer...              | Maddison Keeney · Australien | 308,00 | Li Yajie · Kina                                  | 290,25 | Chiara Pellacani · Italien     | 270,80 |
| 3 meter svikt Detaljer...              | Chen Yiwen · Kina            | 389,70 | Chen Jia · Kina                                  | 356,40 | Chiara Pellacani · Italien     | 323,20 |
| 10 meter plattform Detaljer...         | Chen Yuxi · Kina             | 430,50 | Pauline Pfeif · Tyskland                         | 367,10 | Xie Peiling · Kina             | 358,20 |
| Parhopp 3 meter svikt Detaljer...      | Kina Chen Jia Chen Yiwen     | 325,20 | Storbritannien Yasmin Harper Scarlett Mew Jensen | 298,35 | Mexiko Lía Cueva Mía Cueva     | 294,36 |
| Parhopp 10 meter plattform Detaljer... | Kina Chen Yuxi Zhang Minjie  | 349,26 | Mexiko Gabriela Agúndez Alejandra Estudillo      | 304,80 | Nordkorea Jo Jin-mi Kim Mi-hwa | 293,34 |

### Mixat
| Gren                           | Guld                                            | Guld   | Silver                                                              | Silver | Brons                                                  | Brons  |
| 3 meter svikt Detaljer...      | Italien Matteo Santoro Chiara Pellacani         | 308,13 | Australien Cassiel Rousseau Maddison Keeney                         | 307,26 | Kina Cheng Zilong Li Yajie                             | 305,70 |
| 10 meter plattform Detaljer... | Kina Zhu Yongxin Xie Peiling                    | 323,04 | Nordkorea Choe Wi-hyon Jo Jin-mi                                    | 322,98 | Neutrala idrottare B Aleksandr Bondar Anna Konanychina | 311,88 |
| Lag Detaljer...                | Kina Cheng Zilong Chen Yiwen Cao Yuan Chen Yuxi | 466,25 | Mexiko Osmar Olvera Randal Willars Alejandra Estudillo Zyanya Parra | 426,30 | Japan Reo Nishida Sho Sakai Rin Kaneto Sayaka Mikami   | 409,65 |

## Medaljtabell
*   Värdland ( Singapore)
| Nr                   | Nation               | Guld | Silver | Brons | Totalt |
| -------------------- | -------------------- | ---- | ------ | ----- | ------ |
| 1                    | Kina                 | 9    | 3      | 4     | 16     |
| 2                    | Australien           | 2    | 1      | 0     | 3      |
| 3                    | Mexiko               | 1    | 4      | 2     | 7      |
| 4                    | Italien              | 1    | 0      | 2     | 3      |
| 5                    | Neutrala idrottare B | 0    | 1      | 1     | 2      |
| 5                    | Nordkorea            | 0    | 1      | 1     | 2      |
| 5                    | Storbritannien       | 0    | 1      | 1     | 2      |
| 8                    | Tyskland             | 0    | 1      | 0     | 1      |
| 8                    | Ukraina              | 0    | 1      | 0     | 1      |
| 10                   | Japan                | 0    | 0      | 1     | 1      |
| 10                   | USA                  | 0    | 0      | 1     | 1      |
| Totalt (11 nationer) | Totalt (11 nationer) | 13   | 13     | 13    | 39     |